# Tormento (novela)
Tormento es una novela del escritor español Benito Pérez Galdós publicada en 1884. Es una de las que abren el ciclo de las "Novelas españolas contemporáneas", compartiendo personajes con El doctor Centeno, que la precede, y la novela posterior, La de Bringas, circunstancia que ha llevado a suponer que el autor tuviera intención de crear una trilogía. Las tres se desarrollan en lo que ha llegado a conocerse y estudiarse como el Madrid galdosiano. 
La definición de la protagonista y el título de la novela, aparecen definidas por el propio autor en este párrafo de la obra: 

Amparo, al quedarse sola, pasó rápidamente la vista por la novelesca cuartilla y leyó salteadas palabras que la aterraron: crimen... tormento... sacrilegio... engaño; y otros términos espeluznantes hirieron sus ojos y repercutieron con horrible son en su cerebro. Rompiendo la cuartilla, arrojó los pedazos al fuego.
Benito Pérez Galdós. Tormento (capítulo XXVI)

## Argumentos, escenario y personajes
La novela transcurre en Madrid durante los meses finales de 1867 y los primeros de 1868, en el periodo que precedió al destronamiento de la reina Isabel II y el inicio del periodo denominado Sexenio Revolucionario. En ese marco histórico narra Galdós, con tono casi humorístico en su presentación literaria y cierto ritmo de folletín con final feliz, las desventuras del trío esperpéntico formado por una joven huérfana (Amparo Sánchez Emperador, alias "Tormento"), asediada por la "pasión sacrílega" de un sacerdote sin vocación (Pedro Polo Cortés), y salvada por un indiano y pícaro redimido (Agustín Caballero). El triángulo amoroso/tormentoso se complementa con la presencia de un cuarto personaje, Rosalía Pipaón, más conocida como "la de Bringas" por ser esposa del modesto empleado y "aspirante a canonjía" Francisco de Bringas, representantes del "quiero y no puedo" de la burguesía madrileña de la época. En la estructura engañosamente folletinesca de la novela, Rosalía de Bringas oficiará como "mala del cuento", intentando seducir al indiano Agustín para una de sus hijas, y "empujando al arroyo" a las hermanas Amparo y Refugio (Sánchez Emperador).
El crítico Joaquín Casalduero identifica a Amparo-Tormento con una alegoría de España, "arrastrada a la indignidad y la miseria" por el eclesiástico renegado (Pedro Polo) y salvada por un hombre de origen humilde (Agustín Caballero) que con el esfuerzo de su trabajo en las Américas ha conseguido una pequeña fortuna. Amparo Sánchez Emperador —«con el Imperio tras el Sánchez»—, de alma noble e inocente pero 'atormentada' por el secreto pecado que Polo usa como chantaje, y piadosa hasta la torpeza. Amparo, enamorada de Agustín pero desconfiada e indecisa hasta convertir sus dudas en objeto de la crispación de la trama, necesitará todas las páginas de la novela para dar un paso hacia la libertad que le asegura el indiano frente a los sueños imposibles del eclesiástico renegado.

## Adaptaciones
En 1974, se estrenó una versión cinematográfica con el mismo título, dirigida por el realizador español Pedro Olea; con Ana Belén como Amparo y Concha Velasco como Rosalía de Bringas.